# SEB Tartu Grand Prix
Der SEB Tartu Grand Prix war ein estnisches Straßenradrennen.
Das Rennen wurde 2001 zum ersten Mal unter dem Namen Tartu Tänavasõit ausgetragen und fand seitdem jährlich im Mai statt. Der Name der Veranstaltung wechselte häufig, Ühispanga Tartu Tänavasõit 2003, Ühispanga Tartu GP 2004, SEB Eesti Ühispank Tartu GP 2005 bis 2007. Austragungsort war die Universitätsstadt Tartu. Ab 2005 zählte das Eintagesrennen zur UCI Europe Tour und war in die Kategorie 1.1 eingestuft. Rekordsieger ist der Este Jaan Kirsipuu, der das Rennen dreimal für sich entscheiden konnte.
2013 wurde das Rennen in eine Etappe der Tour of Estonia umgewandelt.

## Ergebnisse
| Jahr | Sieger              | Zweiter             | Dritter           |
| ---- | ------------------- | ------------------- | ----------------- |
| 2001 | Jaan Kirsipuu       | Janek Tombak        | Jacky Durand      |
| 2002 | Jaan Kirsipuu       | Janek Tombak        | Oleg Grischkin    |
| 2003 | Jaan Kirsipuu       | Janek Tombak        | Kazimierz Stafiej |
| 2004 | Mark Scanlon        | Sławomir Kohut      | Jimmy Engoulvent  |
| 2005 | Tomas Vaitkus       | Andrus Aug          | Michail Timoschin |
| 2006 | Wojciech Pawlak     | Allan Oras          | Tomasz Kiendyś    |
| 2007 | Erki Pütsep         | Caspar Austa        | Janek Tombak      |
| 2008 | Aleksejs Saramotins | Janek Tombak        | Erki Pütsep       |
| 2009 | Hannes Blank        | Aleksejs Saramotins | Janek Tombak      |
| 2010 | Tanel Kangert       | Toms Skujinš        | Adrian Honkisz    |
| 2011 | Jean-Eudes Demaret  | Rene Mandri         | Jonas Ljungblad   |
| 2012 | Rene Mandri         | Blaž Furdi          | Paul Voß          |